# Samuel Read
Samuel Read (Needham Market, 1815-Sidmouth, 1883) fue un acuarelista e ilustrador británico.

## Biografía

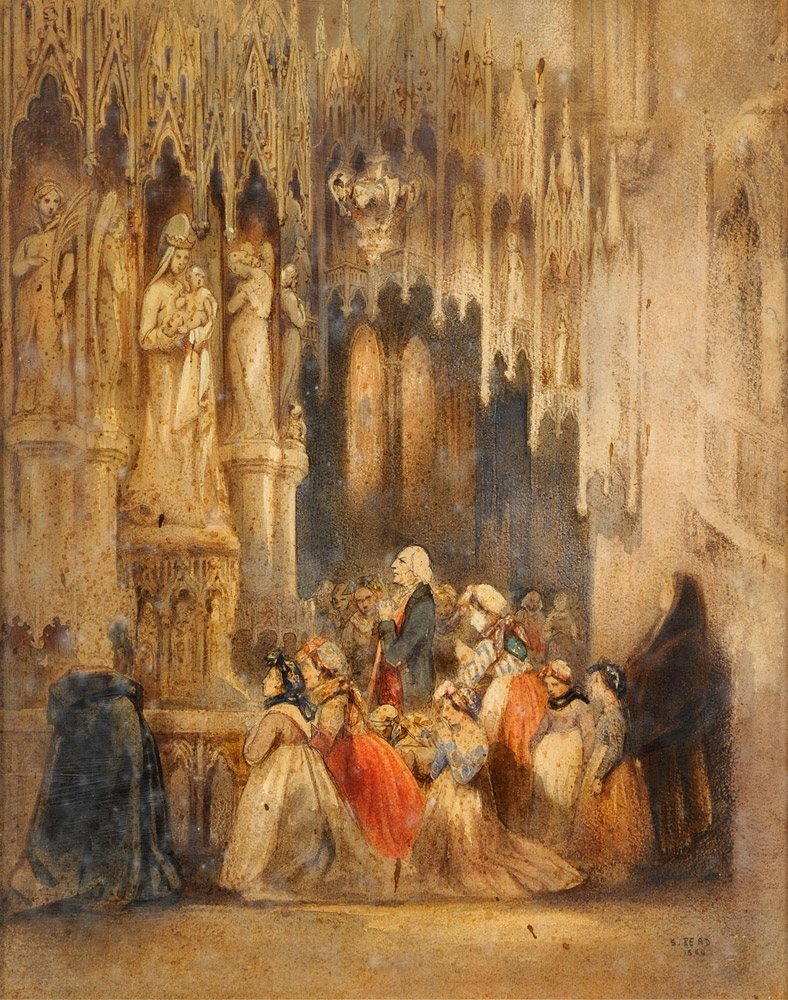
Personas orando

Nació en 1815 en Needham Market, cerca de Ipswich, y desde joven mostró predisposición para el arte. Comenzó trabajando en la oficina de un abogado, pero abandonó dicho empleo para convertirse en ayudante de un arquitecto en la misma ciudad. Marchó a Londres en 1851 y realizó dibujos para grabados en madera. Se unió al personal de la revista Illustrated London News poco después, en la que colaboró durante casi tres décadas, con dibujos de arquitectura, marinas o paisajes. Trabajó igualmente como corresponsal, con su primer viaje realizado en 1853 a Constantinopla y el mar Negro, justo antes del estallido de la guerra de Crimea.
Read, que también cultivó la acuarela, fue miembro de la Society of Painters in Water-Colours, participando frecuentemente en las exposiciones anuales de esta sociedad. Entre sus dibujos más notables para Illustrated London News se encontraron una serie de vistas de las catedrales inglesas, además de estampas de ciudades y pueblos de Inglaterra, Francia, Bélgica y Alemania,  algunas de ellas según la obra Men of the Reign habrían sido recopiladas y publicadas en un libro independiente. Falleció en 1883, el 6 de mayo, en Sidmouth.